# 校風
校風（こうふう、英: School spirit）とは、初等教育ならびに中等教育の学校から、大学、短期大学など高等教育における一種のスクールカラーのこと。ただし、学校のシンボルカラーとして選ばれた狭義のスクールカラーではなく、学校の雰囲気、ならびに児童、生徒、学生の多くに共通して見られるような特徴、特性、傾向などを総称して言うもの。
具体的には、顕著なエリート意識や、著しい負け犬根性など、社会的な評価をも含めて言われることもあれば、お嬢さん（＝お嬢様）・お坊ちゃん学校といった表現も含まれる。これには、その教育機関において明記されたカリキュラムにおいては明記はされてはいないけれども、ある特定の教育機関に所属しそのなかで数年間にわたって生活を送るなかで、無意識のうちに学習するような隠れたカリキュラムの影響が大きいといわれる。それを逆手にとって、一定の気風、資質、マナーをもった生徒を育てていくことも行われる。イギリスのパブリックスクールの紳士教育などはその例である。